# Tagesdecke
Tagesdecken oder Überdecken werden zur Abdeckung von Betten über Tag benutzt. Sie dienen als Dekoration und Raumschmuck, da sie je nach Stoffmuster oder Verarbeitung ganz unterschiedlich gestaltet sein können, unter Umständen übereinstimmend mit anderer Dekoration wie Vorhängen. Bei kleinen Wohnungen, in denen das Bett in einem tagsüber anderweitig genutzten Raum steht, lässt die Tagesdecke das Bett nicht als solches ins Auge fallen. Auch kann es, mit der Tagesdecke abgedeckt, tagsüber als Sofa verwendet werden.
Aus hygienischer Sicht ist der Gebrauch von Tagesdecken jedoch nicht zu empfehlen. Durch das Abdunkeln der Bettwäsche und Laken wird das Wachstum von Hausstaubmilben begünstigt, da Milben von Dunkelheit profitieren. Auch der Luftaustausch und damit die Trocknung des Bettes wird durch die oft schweren und dichten Tagesdecken behindert. Zudem können viele Tagesdecken aufgrund ihres Materials oder Gewichts nicht in haushaltsüblichen Waschmaschinen gewaschen werden, sie bilden daher selbst oft ebenfalls eine Brutstätte für Milben, weil die eigentlich notwendige Reinigung in einem Fachbetrieb wegen des Aufwandes erfahrungsgemäß oft unterbleibt.   

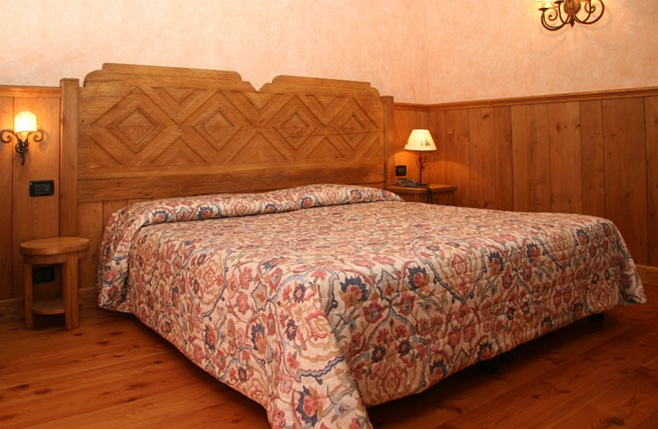
Tagesdecke auf einem Doppelbett in einem Hotel im Aostatal

Häufig sind Tagesdecken gesteppt und bestehen aus diversen Obermaterialien mit einer weichen Füllung, zum Beispiel aus Baumwolle. Vom Aufbau her sind sie ähnlich wie Steppdecken, jedoch dünner. An einer oder allen Seiten ist oftmals ein Volant angebracht, auch Fransen oder eine Borte kommen vor. In Amerika sind Tagesdecken mit Patchwork verbreitet.
Eine Tagesdecke, die nur das Fußende des Bettes bedeckt, wird als Bettschal bezeichnet.

## Gebräuchliche Größen
Tagesdecken werden hauptsächlich in folgenden Größen angeboten (Angaben in cm):
- 145×210 oder 140×210 – Einbettdecken
- 290×210 oder 280×210 – Zweibettdecken

Hiervon abweichend sind natürlich auch andere Formate erhältlich.